# Code civil (Belgique)
Code civil de 1804
Le Code civil belge ou Code civil de 2019 est un ensemble de lois portant sur le droit civil belge ayant pour objectif, à terme, de remplacer l'ancien Code civil datant de 1804.
Adopté le 4 avril 2019 par la Chambre des représentants, l'entièreté des dispositions n'est actuellement pas encore entrée en vigueur.

## Histoire

### Indépendance de la Belgique
Durant l'annexion française des territoires belges, le Code civil napoléonien leur fut appliqué au même titre que pour les autres départements. Au vu du peu de différences qui existaient alors entre ces régions, la nouvelle législation n'eut aucun mal à s'implanter durablement.
Après le rejet in extremis du projet de code hollandais par sa prise d'indépendance, le jeune État décida de maintenir en vigueur l'ancien Code civil napoléonien. Laissé presque sans modifications, le Congrès National promit néanmoins la rédaction prochaine d'un code civil spécifiquement belge.

### Projets de recodification civile
Outre les grandes lois modificatrices de certaines parties du Code, quelques projets de recodification complète du droit civil se succédèrent sans aboutir, comme le Projet de Code civil de Belgique par l'avocat montois M. A. Masquelier en 1842.
Ce n'est qu'en 1878, dans une période plus large de recondifications en Belgique, que le nouveau gouvernement libéral s'intéressa de nouveau fortement à une réforme du droit civil. Le ministre de la Justice Jules Bara chargea alors le juriste François Laurent, renommé pour ses travaux mais aussi pour ses positions très opposées aux catholiques, afin de rédiger l'avant-projet.
Dès les premiers extraits produits, le projet fut très vivement critiqué par le courant parlementaire catholique, surtout à cause du refus de l'auteur d'attribuer la personnalité juridique aux organisations religieuses. Le projet, achevé en 1884 et n'attendant que son vote, fut néanmoins retiré après l'écrasante victoire électorale du Parti catholique cette même année. Une simple commission chargée de « corriger » l'ancien Code civil fut instaurée, mais n'entreprit rien de marquant.
En réalité, durant tout le XIXe siècle, la Belgique resta l'un des pays les plus fidèles à la lettre du Code Napoléon, à tel point qu'il fallut attendre 1949 pour voir supprimer les termes « français » ou « empereur » du Code.

### Réforme de 2015
Dans sa publication nommée Saut vers le droit de demain, le ministre de la Justice exprime la volonté de recodification, constatant que « d'importantes parties du Code civil ne répondent plus au droit tel qu’il est appliqué dans la pratique ». Ces réformes cherchent à purger le droit des articles devenus inutiles et à regrouper la législation en un ensemble cohérent, tout en amenant certains petits changements symboliques (la disparition de l'expression « bon père de famille » notamment).
En décembre 2018, sous la menace d'une motion de méfiance, le Premier ministre Charles Michel démissionne et son gouvernement assume donc les affaires courantes. Certains[Qui ?] pensent que les projets de codification seront abandonnés. Pourtant, alors que le pays n'arrive pas à former un gouvernement, la Chambre des représentants décide d'examiner les projets de loi portant les Livres 5 et 8. Enfin, la loi portant la « création d'un Code civil et y insérant un livre 8 : La preuve » est adoptée par la Chambre en séance plénière le 4 avril 2019 et fixe son entrée en vigueur au 1er novembre 2020.
Le travail de rédaction est divisé en six commissions, chacune composée d'au moins deux professeurs de droit (un francophone et un néerlandophone) et chargée des réformes d'un aspect juridique déterminé : droit des obligations, droit des biens, droit de la preuve, droit de la responsabilité, contrat de prêt et droit des sûretés personnelles. L'ensemble est coordonné par les professeurs Éric Dirix et Patrick Wéry. Tous les membres des diverses commissions ont travaillé bénévolement aux travaux de codifications.

## Structure
Le Code civil de 2019 est composé de neuf livres.

### Livre1er: Dispositions générales
Le Livre 1er a été publié au Moniteur le 1er juillet 2022 et est entrée en vigueur le 1er janvier 2023.
Ce livre contient tous les articles qui s'appliquent de manière générale sur l'ensemble du droit civil, mais aussi qui ne peuvent être spécifiquement attachés aux autres livres. Sont ainsi mentionnés le principe de non-rétroactivité de la loi (1.2), la définition de l'acte juridique (1.3), la computation des délais (1.7), la présomption de bonne foi (1.9) et le principe de l'abus de droit (1.10).
Quelques nouveautés sont tout de même incluses dans ces principes fondamentaux. Ainsi, la notification peut désormais valablement s'effectuer par voie électronique (1.7). Les jours ouvrables sont maintenant clairement définis comme "tous les jours autres que les jours fériés légaux, dimanches et samedis".
- Livre 1 : Dispositions générales

### Livre 2: Les personnes, la famille et les relations patrimoniales des couples
Seul un projet de loi portant le Livre 2, titre 3 réglant "les relations patrimoniales des couples" a été déposé à la Chambre des Représentants le 20 mai 2020 puis adopté. Il est entré en vigueur le 1er juillet 2020.
- Livre 2 Titre 3 : Les relations patrimoniales des couples

### Livre 3: Les biens
Le Livre 3 a été publié au Moniteur belge le 17 mars 2020 et est entré en vigueur le 1er septembre 2021. La Commission chargée de sa rédaction était composée des professeurs Pascale Lecocq et Vincent Sagaert. Il est divisé en 8 grands titres abordant des sections précises : dispositions générales, classifications des biens, droit de proprité, copropriété, relations de voisinages, droit d'usufruit, droit d'emphytéose, droit de superificie.
Ce livre est considéré plutôt comme une restructure que comme une véritable révolution juridique. Il intègre cependant des nouveautés dans certains aspects : une nouvelle conception de la propriété (3.50) pour la rendre moins « absolue », la limitation de la portée verticale de la propriété foncière (3.61), l'ajout de l'emphytéose (3.167) et de la superficie (3.177) parmi les droits réels (ils étaient avant cette réforme contenus dans la loi du 10 janvier 1824), la transformation des normes d'ordre public concernant les droits réels en normes supplétives, la notification des troubles du voisinage considérés jusqu'alors comme une notion jurisprudentielle (3.101 et 3.102), la reconnaissance d'un statut particulier à l'animal renforçant leurs protections juridiques  (3.38 et 3.39), etc.
Le Livre 3 contient ainsi toutes les dispositions concernant le droit des biens (à l'exception de la propriété intellectuelle) et confirme ses principes de base (notamment concernant les droits réels) dans une approche plus flexible et moderne.
• Livre 3 : Les biens

### Livre 4: Les successions, donations et testaments
Une proposition de loi portant le Livre 4 a été déposée à la Chambre des Représentants le 20 mai 2020, puis adopté le 19 janvier 2022. Il est entré en vigueur le 1er juillet 2022.
- Livre 4 : les successions, donations et testaments

### Livre 5: Les obligations
Une proposition de loi portant le Livre 5 a été déposée à la Chambre des représentants le 24 février 2021 puis votée le 21 avril 2022. La commission chargée des réformes est composée des professeurs Patrick Wéry, Sophie Stijns (en qualité de co-présidents), Eric Dirix, Rafaël Jafferali, Benoît Kohl et Ilse Samoy (en qualité d'experts) ainsi que de collaborateurs et d'un représentant du SPF Justice
Les motifs ont été largement contestés par divers juristes, considérant que le droit belge de la responsabilité est essentiellement compris dans la jurisprudence permettant une plus grande souplesse et adaptibilité. D'après eux, une codification n'amènerait qu'une rigidification des lois et une précarisation des victimes, en plus de contenir des répétitions et des archaïsmes juridiques.
Le Livre 5 fait notamment entrer en vigueur la théorie de l'imprévision (5.74 : changement de circonstances), rajoute la lésion qualifiée parmi les vices de consentement (5.33), autorise les cessions parfaites de dette ou de contrat par une convention tripartite (5.187 et 5.193) et assortit l'indivisibilité passive des effets secondaires de la solidarité (5.167).
- Livre 5 : Les obligations

### Livre 6: La responsabilité extracontractuelle
Une proposition de loi visant à créer le livre 6 a été déposée à la Chambre des représentants le 8 mars 2023.

### Livre 7: Les contrats spéciaux
[Pas encore disponible]

### Livre 8: La preuve
Le livre 8 fut le premier livre voté (le 4 avril 2019), publié au Moniteur belge (le 14 mai 2019) et entré en vigueur, inaugurant ainsi le nouveau Code civil le 1er novembre 2020. La Commission chargée de sa rédaction était composée des professeurs Dominique Mougenot (en qualité de président), Benoît Allemeersch et Wannes Vandenbussche (en qualité d'experts).
S'inspirant de la réforme française, mais aussi des textes néerlandais, suisse, allemands et autrichiens, ce livre cherche à définir, énoncer et clarifier les modes de preuves admissibles dans les procédures judiciaires civiles. Outre la modernisation des exigences de preuve (élévation du plafonds nécessitant une preuve réglementée, extension du système de preuve libre), il apporte aussi des nouveautés comme la « soupape de sécurité » (8.4 alinéa 5) permettant d'inverser la charge de la preuve, mais uniquement dans des circonstances exceptionnelles et manifestement déraisonnables pour l'une des parties.
• Livre 8 : La preuve

### Livre 9: Les sûretés
[Pas encore disponible]

### Livre 10: La prescription
[Pas encore disponible]

## Sources historiques

### État d'avancement du projet
- « Réforme du Code civil », sur justice.belgium.be (consulté le 13 janvier 2023)

### Influence du Code Napoléon en Belgique
- Pierre de Harven, Travaux de la semaine internationale de droit : L'influence du Code civil dans le monde, Paris, A. Pérone, 1954, Rapport sur la Belgique

- René Piret, « Le Code Napoléon en Belgique », Revue internationale de droit comparé, nos 6-4,‎ 1954 (lire en ligne)

### Projet de 1879
- Élisabeth Bruyère, Principes, esprit et controverses : l’avant-projet de code civil de François Laurent ou l’œuvre séditieuse d’un libre-penseur, Gand, Faculté de droit et de criminologie de l'université de Gand, 2019

- John Gilissen, « Codifications et projets de codification en Belgique au XIXe siècle  (1804-1914) », Belgisch Tijdschrift voor Nieuwste Geschiedenis, nos 1-2,‎ 1983 (lire en ligne)

### Pour approfondir
- Jean-Pol Masson, Traité élémentaire de droit civil belge, 4e éd., Bruxelles, Bruylant, 1990.
- Pierre van Ommeslaghe, De Page : Traité de droit civil belge, t. 2, Les obligations, Bruxelles, Bruylant, 2013.